# Gruppo Sportivo Motori Alimentatori Trasformatori Elettrici Roma 1942-1943
Questa voce raccoglie le informazioni riguardanti la Gruppo Sportivo Motori Alimentatori Trasformatori Elettrici Roma nelle competizioni ufficiali della stagione 1942-1943.

## Stagione
Il Gruppo Sportivo M.AT.E.R. nella stagione di guerra 1942-1943 disputa da neopromosso il campionato di Serie B, la squadra romana allenata dal tecnico Mario Migliorini raccoglie 28 punti con il dodicesimo posto finale. Miglior marcatore delle squadra verderosa è stato il veronese Bruno Pisani che ha firmato 10 reti. Si è trattato di un torneo condizionato 
dalle ostilità belliche, soprattutto nel girone di ritorno, dopo lo sbarco delle truppe alleate in Sicilia, il Palermo non ha più potuto spostarsi liberamente, e da marzo è stato estromesso dal campionato dalla Federazione, che è stata costretta ad annullare tutte le gare che aveva fin lì disputate. Nella Coppa Italia i romani subito eliminati dal torneo il 19 settembre 1942, con la pesante sconfitta (1-6) patita con la Juventus.

## Rosa
| N. |                   | Ruolo | Calciatore          |
| -- | ----------------- | ----- | ------------------- |
|    | Italia (bandiera) | C     | Giovanni Battioni   |
|    | Italia (bandiera) | C     | Fulvio Bernardini   |
|    | Italia (bandiera) | C     | Alberto Bruni       |
|    | Italia (bandiera) | C     | Guerrino Carraro    |
|    | Italia (bandiera) | C     | Nazzareno Celestini |
|    | Italia (bandiera) | C     | Ermanno Colombo     |
|    | Italia (bandiera) | A     | Cosmo D’Acunto      |
|    | Italia (bandiera) | A     | Dandolo Flumini     |
|    | Italia (bandiera) | C     | Roberto Fusco       |
|    | Italia (bandiera) | A     | Attilio Giovannini  |
|    | Italia (bandiera) | D     | Ippolito Glauco     |
|    | Italia (bandiera) | C     | Balilla Lombardi    |
|    | Italia (bandiera) | A     | Fernando Longobardi |

| N. |                   | Ruolo | Calciatore         |
| -- | ----------------- | ----- | ------------------ |
|    | Italia (bandiera) | D     | Carlo Manfredini   |
|    | Italia (bandiera) | A     | Marcello Pieri     |
|    | Italia (bandiera) | C     | Nicola Pieri       |
|    | Italia (bandiera) | A     | Bruno Pisani       |
|    | Italia (bandiera) | A     | Armando Preti      |
|    | Italia (bandiera) | A     | Luciano Rossi Levi |
|    | Italia (bandiera) | D     | Carlo Sabatini     |
|    | Italia (bandiera) |       | Alberto Sacchetti  |
|    | Italia (bandiera) | A     | Italo Salvadori    |
|    | Italia (bandiera) | C     | Romolo Sforza      |
|    | Italia (bandiera) | P     | Gino Vaccari       |
|    | Italia (bandiera) | P     | Giovanni Zenaro    |

## Risultati

### Serie B

#### Girone di andata
| Arbitro: | Mazza (Torre del Greco) |

|           |           |            |
| Preti 12’ | Marcatori | 9’ Bandini |

| Arbitro: | Canavesio (Torino) |

|                                     |           |                       |
| Barsanti 14’, 77’ Bramanti 20’, 75’ | Marcatori | 82’ (rig.) Bernardini |

| Arbitro: | Panciatici (La Spezia) |

|            |           |                                    |
| Pisani 85’ | Marcatori | 13’ (aut.) N. Pieri 72’, 75’ Orzan |

| Arbitro: | Zilli (Reggio Emilia) |

|                                                          |           |  |
| Ulivieri 49’ Giangolini 70’ Pellegatta 74’ Biagiotti 81’ | Marcatori |  |

| Arbitro: | Cambi (Livorno) |

|              |           |  |
| Lombardi 55’ | Marcatori |  |

| Arbitro: | Milanone (Biella) |

|                                           |           |  |
| Gallanti 15’, 28’ Bandirali 43’, 57’, 89’ | Marcatori |  |

| Arbitro: | Curradi (Firenze) |

|                                                |           |  |
| Cadregari 15’, 19’, 77’ Viani 28’ Venditto 42’ | Marcatori |  |

| Arbitro: | Mazza (Torre del Greco) |

|                                              |           |                               |
| Pisani 8’, 79’ Bernardini 25’ Giovannini 49’ | Marcatori | 2’ U. Guarnieri 37’ Montanari |

| Arbitro: | Donati (Milano) |

|                 |           |            |
| Castigliano 72’ | Marcatori | 60’ Pisani |

| Arbitro: | Tassini (Verona) |

|                                           |           |  |
| Pisani 3’, 16’, 31’ Bernardini 24’ (rig.) | Marcatori |  |

| Arbitro: | Neri (Vicenza) |

|                             |           |                          |
| Re Dionigi 40’ Romanini 53’ | Marcatori | 9’ Pisani 82’ Bernardini |

| Arbitro: | Bellè (Venezia) |

|               |           |          |
| Giovannini 9’ | Marcatori | 8’ Banfi |

| Arbitro: | Goracci (Firenze) |

|                           |           |              |
| Foglia 18’, 44’ Viano 72’ | Marcatori | 16’ M. Pieri |

| Roma 1° gennaio 1943 14ª giornata | MATER                | 0 – 0 referto | Novara | Motovelodromo Appio\| Arbitro: \| Francini (Viareggio) \| |
| Arbitro:                          | Francini (Viareggio) |               |        |                                                           |

| Arbitro: | Tassini (Verona) |

|                                            |           |  |
| Boniforti 5’ (rig.) Gallazzi 30’ Dondi 51’ | Marcatori |  |

| Arbitro: | Tibaldi (Savona) |

|              |           |                        |
| M. Pieri 47’ | Marcatori | 15’ Barbon 80’ Bellini |

| Arbitro: | Bertone (Torre Annunziata) |

|              |           |                                    |
| L. Rossi 36’ | Marcatori | 60’ (aut.) Manfredini 87’ Creziato |

#### Girone di ritorno
| Arbitro: | Silvano (Torino) |

|               |           |  |
| Ghiglione 14’ | Marcatori |  |

| Arbitro: | Vannini (Bologna) |

|               |           |  |
| Salvadori 61’ | Marcatori |  |

| Arbitro: | Cipriani (Milano) |

|                                                                                 |           |  |
| Bertoli 19’ Salati 38’, 52’, 60’, 62’ Codeluppi 70’ Feruglio 72’ Orzan 77’, 88’ | Marcatori |  |

| Arbitro: | Di Nanni (Napoli) |

|               |           |                           |
| Salvadori 28’ | Marcatori | 59’ Giangolini 64’ Civili |

| Palermo 28 febbraio 1943 22ª giornata | Palermo-Juventina | – Gara prima rinviata e poi annullata in seguito al ritiro del Palermo | MATER |  |

| Arbitro: | L. Bernardi (Savona) |

|                                    |           |                  |
| Salvadori 4’ Bernardini 82’ (rig.) | Marcatori | 57’ (rig.) Coppa |

| Roma 13 marzo 1943 24ª giornata | MATER            | 0 – 0 referto | Napoli | Motovelodromo Appio\| Arbitro: \| Scotti (Taranto) \| |
| Arbitro:                        | Scotti (Taranto) |               |        |                                                       |

| Arbitro: | Codeluppi (Lodi) |

|                  |           |                  |
| U. Guarnieri 24’ | Marcatori | 70’, 75’ Flumini |

| Roma 27 marzo 1943 26ª giornata | MATER             | 0 – 0 | Spezia | Stadio Nazionale del PNF\| Arbitro: \| Coletti (Treviso) \| |
| Arbitro:                        | Coletti (Treviso) |       |        |                                                             |

| Arbitro: | Cipriani (Milano) |

|                                       |           |                                             |
| Trevisani 14’ Romani 56’ E. Conti 69’ | Marcatori | 49’ (rig.) Preti 59’ Lombardi 61’ Salvadori |

| Arbitro: | Galeati (Bologna) |

|           |           |                                                                       |
| Preti 59’ | Marcatori | 7’ Romanini 15’ M. Ferrari 25’ (rig.) Cadario 28’ Albini 72’ Calzolai |

| Arbitro: | Venuti (Trieste) |

|         |           |                  |
| Neri 3’ | Marcatori | 20’, 23’ Carraro |

| Arbitro: | Camiolo (Milano) |

|                                                    |           |           |
| Pisani 40’ Flumini 60’ Salvadori 67’ Celestini 73’ | Marcatori | 82’ Fibbi |

| Arbitro: | Galeati (Bologna) |

|  |           |              |
|  | Marcatori | 17’ M. Pieri |

| Arbitro: | Scotti (Taranto) |

|                               |           |                         |
| Salvadori 7’, 44’ Flumini 65’ | Marcatori | 79’ Azzimonti 82’ Pozzi |

| Arbitro: | Scorzoni (Bologna) |

|          |           |             |
| Vigo 74’ | Marcatori | 66’ Flumini |

| Arbitro: | Scotto (Savona) |

|            |           |            |
| Maturo 47’ | Marcatori | 69’ Pisani |

### Coppa Italia
| Arbitro: | Gamba (Napoli) |

|                  |           |                                                                        |
| Preti 44’ (rig.) | Marcatori | 18’ Lushta 57’ (rig.), 62’ (rig.), 68’ (rig.), 87’, 89’ Sentimenti III |

## Statistiche

### Statistiche di squadra
| Competizione | Punti | In casa | In casa | In casa | In casa | In casa | In casa | In trasferta | In trasferta | In trasferta | In trasferta | In trasferta | In trasferta | Totale | Totale | Totale | Totale | Totale | Totale | DR  |
| Competizione | Punti | G       | V       | N       | P       | Gf      | Gs      | G            | V            | N            | P            | Gf           | Gs           | G      | V      | N      | P      | Gf     | Gs     | DR  |
| ------------ | ----- | ------- | ------- | ------- | ------- | ------- | ------- | ------------ | ------------ | ------------ | ------------ | ------------ | ------------ | ------ | ------ | ------ | ------ | ------ | ------ | --- |
| Serie B      | 28    | 16      | 6       | 5       | 5       | 25      | 22      | 16           | 3            | 5            | 8            | 15           | 44           | 32     | 9      | 10     | 13     | 40     | 66     | -26 |
| Coppa Italia |       | 1       | 0       | 0       | 1       | 1       | 6       | -            | -            | -            | -            | -            | -            | 1      | 0      | 0      | 1      | 1      | 6      | -5  |
| Totale       |       | 17      | 6       | 5       | 6       | 26      | 28      | 16           | 3            | 5            | 8            | 15           | 44           | 33     | 9      | 10     | 14     | 41     | 72     | -31 |

### Statistiche dei giocatori
| Giocatore      | Serie B  | Serie B | Coppa Italia | Coppa Italia | Totale   | Totale |
| Giocatore      | Presenze | Reti    | Presenze     | Reti         | Presenze | Reti   |
| -------------- | -------- | ------- | ------------ | ------------ | -------- | ------ |
| G. Battioni    | ?        | ?       | 1            | 0            | 1+       | 0+     |
| F. Bernardini  | ?        | ?       | 1            | 0            | 1+       | 0+     |
| A. Bruni       | ?        | ?       | 1            | 0            | 1+       | 0+     |
| G. Carraro     | ?        | ?       | -            | -            | 0+       | 0+     |
| N. Celestini   | ?        | ?       | 1            | 0            | 1+       | 0+     |
| E. Colombo     | ?        | ?       | -            | -            | 0+       | 0+     |
| C. D'Acunto    | ?        | ?       | -            | -            | 0+       | 0+     |
| D. Flumini     | ?        | ?       | -            | -            | 0+       | 0+     |
| R. Fusco       | ?        | ?       | -            | -            | 0+       | 0+     |
| A. Giovannini  | ?        | ?       | -            | -            | 0+       | 0+     |
| I. Glauco      | ?        | ?       | -            | -            | 0+       | 0+     |
| B. Lombardi    | ?        | ?       | 1            | 0            | 1+       | 0+     |
| F. Longobardi  | ?        | ?       | -            | -            | 0+       | 0+     |
| C. Manfredini  | ?        | ?       | -            | -            | 0+       | 0+     |
| M. Pieri (III) | ?        | ?       | 1            | 0            | 1+       | 0+     |
| N. Pieri (II)  | ?        | ?       | 1            | 0            | 1+       | 0+     |
| B. Pisani      | ?        | ?       | 1            | 0            | 1+       | 0+     |
| A. Preti       | ?        | ?       | 1            | 1            | 1+       | 1+     |
| L. Levi        | ?        | ?       | -            | -            | 0+       | 0+     |
| C. Sabatini    | ?        | ?       | 1            | 0            | 1+       | 0+     |
| A. Sacchetti   | ?        | ?       | -            | -            | 0+       | 0+     |
| I. Salvadori   | ?        | ?       | -            | -            | 0+       | 0+     |
| R. Sforza      | ?        | ?       | -            | -            | 0+       | 0+     |
| G. Vaccari     | ?        | ?       | -            | -            | 0+       | 0+     |
| G. Zenaro      | ?        | -?      | 1            | -6           | 1+       | -6+    |